# Albrechtice (Pěnčín)
Albrechtice (německy Albrechtitz) je malá vesnice, část obce Pěnčín v okrese Liberec. Nachází se asi 1,5 kilometru severně od Pěnčína. Albrechtice leží v katastrálním území Kamení o výměře 2,5 km².

## Historie
První písemná zmínka o Albrechticích pochází z roku 1405. O sedm let později vesnici vlastnil Petr Tista z Abrechtic, jehož potomkům patřila do konce patnáctého století. Na začátku šestnáctého století se jejími držiteli stali Kolovratové, ale Purkart Novohradský z Kolovrat roku 1520 Albrechtice prodal Alšovi ze Sovince. Při prodeji byla poprvé zmíněna albrechtická tvrz, kterou ve druhé polovině sedmnáctého století nahradil barokní zámek (dům čp. 2) založený Vincencem Lamottem z Frintroppu, kterému panství patřilo od roku 1669. Na začátku devadesátých let sedmnáctého století Lamottové žili na Sychrově, a albrechtický zámek chátral. V polovině osmnáctého století byl zámek upraven na byty.
V letech 1869–1950 byla osadou obce Kamení, od roku 1961 jako místní část přísluší k obci Pěnčín.

## Obyvatelstvo
| Rok            | 1869 | 1880 | 1890 | 1900 | 1910 | 1921 | 1930 | 1950 | 1961 | 1970 | 1980 | 1991 | 2001 | 2011 | 2021 |
| -------------- | ---- | ---- | ---- | ---- | ---- | ---- | ---- | ---- | ---- | ---- | ---- | ---- | ---- | ---- | ---- |
| Počet obyvatel | 140  | 154  | 133  | 132  | 123  | 123  | 106  | 95   | 81   | 74   | 51   | 31   | 33   | 33   | 32   |
| Počet domů     | 25   | 26   | 27   | 27   | 27   | 27   | 27   | 27   | 27   | 21   | 17   | 18   | 20   | 20   | 20   |